# Louis-Gabriel Du Buat-Nançay
Louis-Gabriel Du Buat-Nançay fue un erudito historiador, político, conde de Buat, escritor y caballero de Malta nacido  en 2 de marzo de  1732 y  muerto en 28 de septiembre de 1787.
Du Buat-Nançay fue ministro plenipotenciario en la mayoría de las Cortes de Alemania y tenía un gran saber para la Historia, Política y Antigüedades ( A. Chalmers: "The general biographical dictionary", Londres, 1813).

## Biografía
Louis-Gabriel fue hijo de un gentilhombre de Normandía sin fortuna y apenas salido de la infancia, entra en la Orden de Malta y por  casualidad conoció al caballero Jean Charles de Folard, autor de los "Comentarios de Polibio", quien le dio una educación distinguida y protección para su carrera diplomática, celoso janseista, quien también le inculcó la doctrina de los entusiastas; pero también puso a esta corriente unos rígidos principios que conservó toda su vida.
Folard tenía un sobrino quien fue ministro del rey de Francia en diversas cortes de Alemania con quien se forma en política  Louis-Gabriel y ocupó cargos importantes y fue sucesivamente ministro de Francia en Ratisbona y Dresde  que le dieron la ocasión de realizar negociaciones importantes, y comienza los estudios necesarios para escribir libros de Historia.
En su vida personal, Louis-Gabriel se casó tres veces y de una de sus esposas herederó el título de conde de Buat, retirándose de los asuntos públicos en 1776 y en Alemania se casó con la baronesa de Falkemberg, y como escritor sus obras fueron muy estimadas, pretendiendo en su "Historia antigua", el origen de la nación bávara, Münich, 1762, obra que devino clásica para los eruditos de Alemania, y desde 1765 el parece presentir la revolución francesa de 1789, escribiendo con energía y elegancia.
Louis-Gabriel dejó escrita  una tragedia titulada Carlomagno o el triunfo de las leyes y conocía profundamente la poesía hebrea, la poesía griega y la poesía latina,  y artículos en el "Journal encyclopedique" y "Gazette litteraire", siendo excelentes "Observations sur le caractere de Xenophon" en "Varietés litteraires", Tomo IV.

## Obras
- Les origines ou l'Ancien gouvernement de la France, de'Allemagne et de l'Italie,....., La Haye: chez Letellier, 1789, 3 vols.
- Remarques d'un français,...., Geneve, 1785.
- Les maximes du gouvernement monarchique,...., Londres, 1778, 4 vols.
- Elements de la politique,..., Londres, 1773, 6 vols.
- Charlemagne ou Le Triomphe des lois, Vienne, ches J.T. de Trattnern, 1767.
- Origines Boicae domus, Norimbergae, I.G. Lochnerum, 1764, 2 tomos.
- Otras